# Ted Bundy

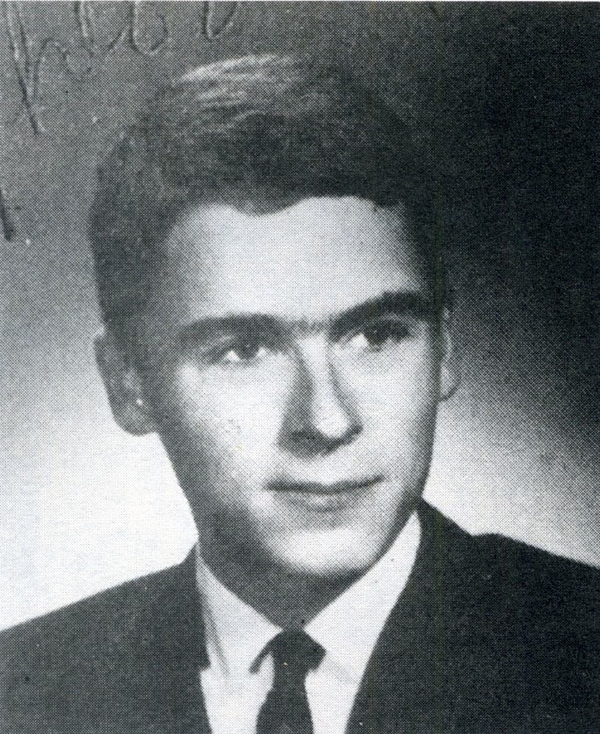
Ted Bundy na maturitní fotografii, 1965

Theodore Robert „Ted“ Bundy, rodným příjmením Cowell, (24. listopadu 1946 Burlington, Vermont – 24. ledna 1989 Bradford County, Florida) byl americký sériový vrah aktivní v letech 1974 až 1978, násilník, nekrofil, s ukončeným základním pregraduálním stupněm vysokoškolského studia v psychologii.
Po více než desetiletém intenzivním popírání viny se doznal k vraždám nejméně 30 obětí. Celkový počet usmrcených žen je však neznámý. Zdokumentovány byly vraždy v sedmi unijních státech. Modus operandi vycházel z prvotního omráčení oběti úderem do hlavy a následné strangulace. Objekty jeho zájmu se staly mladé bělošky ve věku 12 až 26 let. Po útoku je znásilňoval, v řadě případů posmrtně, asi u šesti žen provedl dekapitaci. Některé z oddělených hlav si ponechal jako trofej v bytě. Opakovaně se v noci vloupal do obydlí obětí a na spící ženy brutálně útočil.
Mezi lety 1977–1978 za dramatických okolností dvakrát uprchl z vězení. Na útěku pokračoval v násilném chování včetně tří vražd na území Floridy, než byl definitivně uvězněn v únoru 1978. Za floridské vraždy byl ve dvou oddělených procesech odsouzen k trojnásobnému trestu smrti. Rozsudek byl vykonán 24. ledna 1989 v 7.06 hodin ve státní floridské věznici v Bradford County prostřednictvím elektrického křesla. Do popravy se pokoušel trest smrti zvrátit.
Dívky vyhledával na veřejných místech, ve společnosti lidí. Napomáhal mu atraktivní vzhled a schopnost získat důvěru. Byl považován za jemného a inteligentního mladého muže. Autorka jeho životopisu Ann Ruleová, která s ním také pracovala, jej popsala slovy „sadistický sociopat, jemuž dělala potěšení bolest druhých a udržování kontroly nad obětmi až do příchodu smrti a dokonce i po ní“. Bundy sám sebe označil za „nejbezcitnějšího zkurvysyna, na kterého jste kdy mohli narazit“. Právnička Polly Nelsonová, členka jeho posledního týmu obhájců, jej charakterizovala jako „přesnou definici bezcitného zla“.

## Osobní život
V roce 1965 dokončil střední školu Woodrow Wilson High ve washingtonské Tacomě. Navazující akademický rok strávil na University of Puget Sound tamtéž, než v roce 1966 přestoupil na Washingtonskou univerzitu v Seattlu, kde studoval čínštinu. Na začátku roku 1968 odešel ze školy a pracoval v několika zaměstnáních s minimální mzdou. Stal se také dobrovolníkem prezidentské kampaně Nelsona Rockefellera v seattleské kanceláři. V srpnu téhož roku se stal delegátem hlasujícím pro Rockefellera na Republikánské národní konvenci v Miami.
Během podzimu 1969, kdy pobýval opět ve státě Washingtonu, navázal bouřlivý vztah s Elizabeth Kloepferovou (jíž v zápiscích označoval jako Meg Andersovou, Beth Archerovou či Liz Kendallovou), rozvedenou sekretářkou lékařské fakulty Washingtonské univerzity z utažského Ogdenu. Kontinuální poměr pokračoval do prvního uvěznění v Utahu roku 1975.
V létě 1970 se zaměřil na studium a vrátil se na Washingtonskou univerzitu, tentokrát s hlavním oborem psychologie. Pedagogy byl považován za dobrého studenta. Roku 1971 získal pracovní úvazek v seattleském krizovém centru na tísňové lince pro sebevrahy a zde se poznal s bývalou policejní důstojnicí a spisovatelkou kriminálního žánru Ann Ruleovou. Ta o něm v roce 1980 napsala životopis The Stranger Beside Me (Cizinec vedle mě). Během jejich pracovního vztahu neviděla Ruleová v Bundyho osobnosti nic zneklidňujícího a tehdy jej charakterizovala jako „laskavého, starostlivého a empatického“.

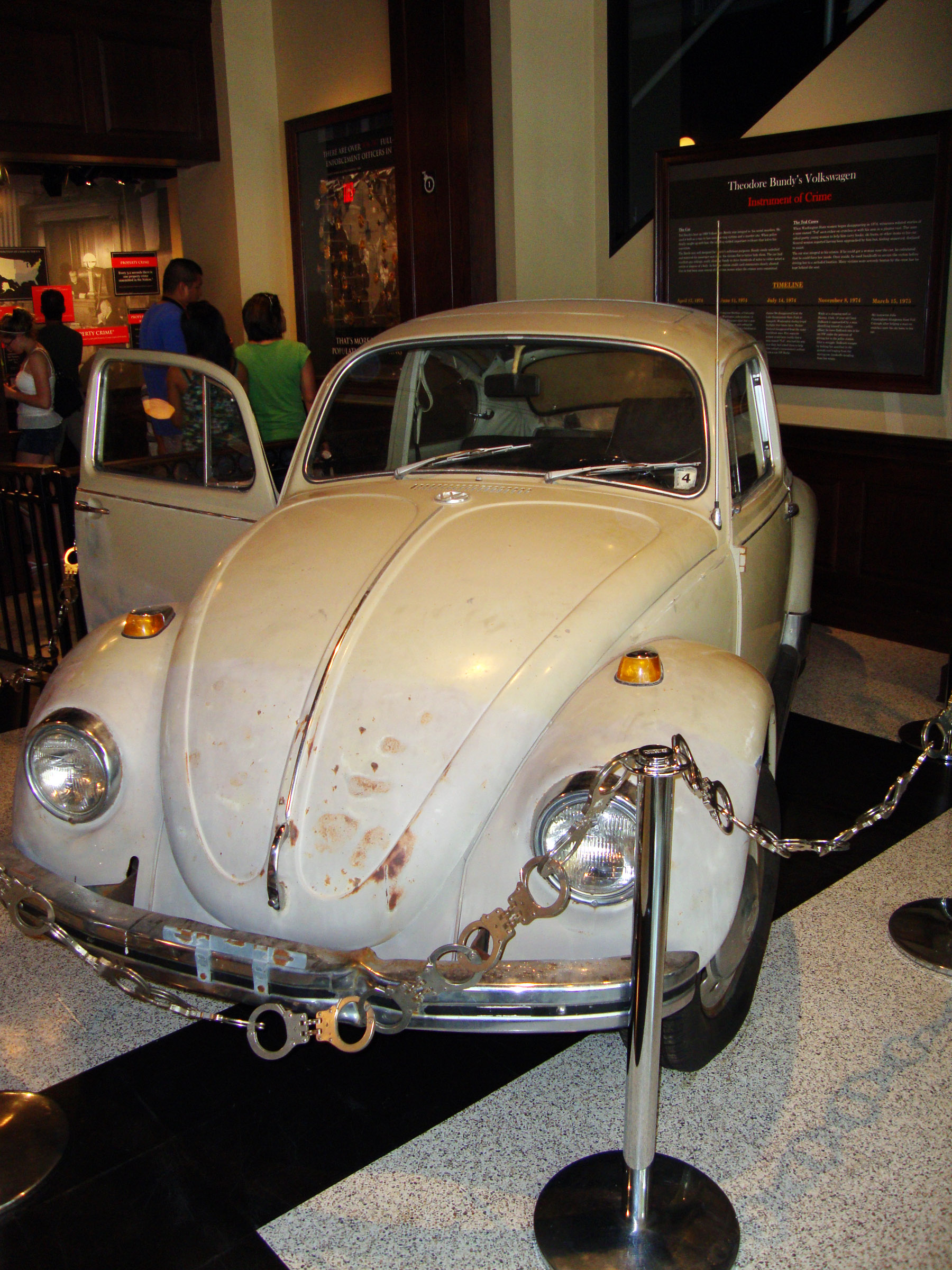
Bundyho Volkswagen Brouk z roku 1968, v němž spáchal řadu zločinů

Po získání základního pregraduálního stupně vysokoškolského studia (undergraduate degree) na Washingtonské univerzitě v roce 1972 se připojil ke kampani za znovuzvolení guvernéra Daniela J. Evanse. V roli univerzitního studenta sledoval Evansova protikandidáta, bývalého guvernéra Alberta Roselliniho, a nahrával protivníkovy projevy pro analýzu. Po Evansově znovuzvolení se stal asistentem Rosse Davise, předsedy republikánů ve státu Washington. Davis o něm smýšlel pozitivně a považoval jej za „chytrého, agresivního … a věřícího v systém“. Na počátku roku 1973 byl navzdory průměrným výsledkům přijímacích zkoušek přijat ke studiu práva na University of Puget Sound a kolej S. J. Quinneyho Utažské univerzity, k čemuž přispěla doporučení od Evanse, Davise a několika profesorů psychologie z jeho alma mater.
Při pracovní cestě do Kalifornie v záležitosti republikánské strany během léta 1973 obnovil vztah s bývalou spolužačkou, jíž přezdíval Stephanie Brooksová. Překvapující pro ni byla jeho proměna ve vážného profesionála, budícího dojem oddanosti právnické a politické kariéře. Zároveň však Bundy pokračoval ve vztahu s E. Kloepferovou, aniž by o sobě ženy věděly. Na podzim 1973 byl imatrikulován na právnické fakultě University of Puget Sound. Pokračoval v námluvách s Brooksovou, která za ním několikrát přiletěla do Seattlu. Davisovi ji Bundy představil jako snoubenku – pár uvažoval o svatbě. Nicméně v lednu 1974 s ní náhle a bez zdůvodnění přerušil kontakt. V té době začal absentovat na univerzitě a do dubna 1974 zcela ukončil studium, což korelovalo se začátkem mizení mladých žen na severozápadě pacifického pobřeží.

## Patologie

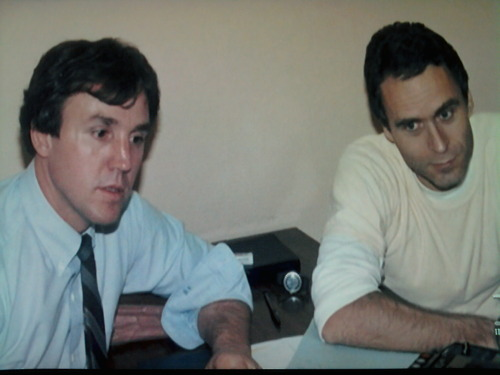
Bundy (vpravo) během rozhovoru s vyšetřovatelem FBI Hagmaierem v předvečer popravy

V prosinci 1987 jej více než sedm hodin vyšetřovala profesorka Dorothy Otnowová Lewisová z New York University Medical Center. Diagnostikovala u něj bipolární afektivní poruchu se závěrem, že ke kriminální činnosti docházelo zejména během depresivní fáze.
Byl také zlodějem drobných věcí. Ukradenými kreditními kartami například nakoupil při své cestě po Floridě přes 30 párů ponožek. Sám sebe označil za footfetishistu.
Většina důkazů nepoukazovala na Bundyho bipolární afektivní poruchu nebo psychózu, ale směřovala k psychopatii. Většina psychopatů dokáže rozlišovat dobré od špatného a neřadí se mezi psychotiky, ale taková schopnost hraje minimální roli v jejich jednání. Dané osoby postrádají pocit viny nebo soucitu, s čímž souhlasil také Bundy. Odpoledne před popravou poskytl rozhovor psychologu Jamesi Dobsonovi. Využil této možnosti k novému mediálnímu prohlášení o násilí a pornografických „kořenech“ jím páchaných zločinů. „Probíhalo to postupně ve fázích,“ sdělil. „Má zkušenost s … pornografií, která sexualitu přivádí na úroveň násilí, je jednou z věcí, proč se na tom stanete závislý.“

## Odezva v kultuře
Kinematografie
O životě Bundyho a jeho činech byly natočeny dokumenty, televizní a celovečerní filmy:

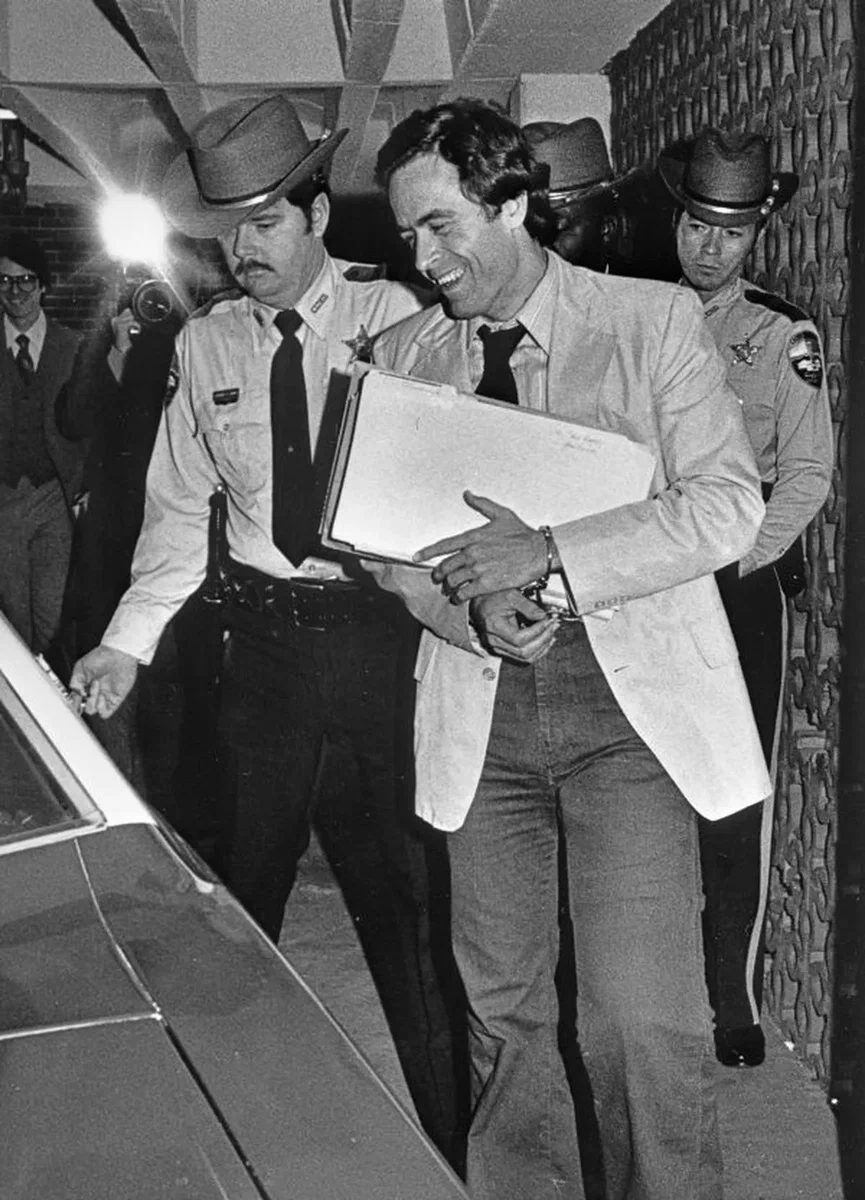
Bundy ve vazbě v Leon County, Florida, 1979

- The Deliberate Stranger, dvoudílný televizní film vysílaný na NBC v roce 1986; roli Bundyho hrál Mark Harmon.[30]
- V dokumentárním filmu Masoví vrazi, Hannibal Lecter – skutečné příběhy z roku 2001 jsou rozebírány motivy chování několika sériových vrahů, kromě Johna Wayna Gacyho, Alberta Fishe, Jeffrey Dahmera a Andreje Čikatila i T. Bundyho.
- Ve filmu Ted Bundy natočeném r. 2002 režisérem Matthew Brightonem hrál Bundyho Michael Reilly Burke.[31]
- The Stranger Beside Me, film na motivy knihy Anny Ruleové, vysílaný na USA Network v roce 2003; roli Bundyho hrál Billy Campbell, Annu Ruleovou hrála Barbara Hershey.[32]
- V roce 2004 A&E Network vyprodukovala adaptaci knihy The Riverman od Roberta Keppela, ve které Bundyho ztvárnil Cary Elwes a Keppela Bruce Greenwood.[33]
- V roce 2008 Feifer Worldwide vytvořil film Bundy: An American Icon, kde Bundyho hrál Corin Nemec.[34]
- V roce 2019 byl uveden film Zlo s lidskou tváří režiséra Joe Berlingera, kde Bundyho ztvárnil Zac Efron.

Hudba
- Norská aggrotech kapela Combichrist jmenuje ve své písni „God Bless“ (česky „Bůh žehnej“) řadu sériových vrahů a teroristů, mezi nimi i Teda Bundyho.[35][36]
- Česká kapela Fatality zařadila píseň „Ted Bundy“ na album Bloody Hate.
- Česká hardcore-violence kapela Žmolek má na albu Green Smoke píseň pojmenovanou „Ted Bundy“.